# Lazar Marković
Lazar Marković (srbskou cyrilicí Лазар Марковић; 2. března 1994, Čačak) je srbský fotbalový útočník a reprezentant, od roku 2024 hráč emirátského klubu FC Baniyas.

## Klubová kariéra
V profesionálním fotbale debutoval v srbském klubu FK Partizan, s nímž získal tři ligové tituly. V létě 2013 přestoupil do portugalské Benfiky Lisabon, kde odehrál jednu sezónu a vyhrál domácí ligový titul, pohár (Taça de Portugal) i ligový pohár (Taça da Liga).
V červenci 2014 jej z Benfiky odkoupil za 20 milionů liber Liverpool FC.

Koncem srpna 2015 před uzavírkou letních přestupů odešel na hostování do tureckého klubu Fenerbahçe SK.

## Reprezentační kariéra
Reprezentoval Srbsko v mládežnických kategoriích U17 a U21.
Zúčastnil se Mistrovství Evropy ve fotbale hráčů do 17 let 2011, které se konalo právě v Srbsku.
V A-týmu Srbska debutoval 28. 2. 2012 v přátelském zápase v kyperském Limassolu proti Arménii (výhra 2:0).

### Reprezentační góly
| # | Datum              | Stadion                              | Soupeř      | Skóre | Výsledek | Soutěž              |
| - | ------------------ | ------------------------------------ | ----------- | ----- | -------- | ------------------- |
| 1 | 14. listopadu 2012 | AFG Arena, St. Gallen, Švýcharsko    | Chile       | 1:0   | 3:1      | Přátelské utkání    |
| 2 | 10. září 2013      | Cardiff City Stadium, Cardiff, Wales | Wales       | 3:0   | 3:0      | Kvalifikace MS 2014 |
| 3 | 7. června 2015     | NV Arena, St. Pölten, Rakousko       | Ázerbájdžán | 4:1   | 4:1      | Přátelské utkání    |